# Wereldkampioenschap superbike van Misano 2000
Het wereldkampioenschap superbike van Misano 2000 was de zevende ronde van het wereldkampioenschap superbike en de zesde ronde van het wereldkampioenschap Supersport 2000. De races werden verreden op 18 juni 2000 op het Circuito Internazionale Santa Monica nabij Misano Adriatico, Italië.

## Superbike

### Race 1
| Pos | Nr  | Rijder               | Constructeur | Rondes | Tijd         | Grid | Punten |
| --- | --- | -------------------- | ------------ | ------ | ------------ | ---- | ------ |
| 1   | 3   | Troy Corser          | Aprilia      | 25     | 40:28.677    | 1    | 25     |
| 2   | 21  | Troy Bayliss         | Ducati       | 25     | +8.573       | 6    | 20     |
| 3   | 9   | Katsuaki Fujiwara    | Suzuki       | 25     | +9.146       | 3    | 16     |
| 4   | 19  | Juan Borja           | Ducati       | 25     | +11.454      | 4    | 13     |
| 5   | 4   | Akira Yanagawa       | Kawasaki     | 25     | +11.628      | 5    | 11     |
| 6   | 155 | Ben Bostrom          | Ducati       | 25     | +11.950      | 14   | 10     |
| 7   | 41  | Noriyuki Haga        | Yamaha       | 25     | +14.559      | 2    | 9      |
| 8   | 14  | Peter Goddard        | Kawasaki     | 25     | +21.407      | 7    | 8      |
| 9   | 12  | Haruchika Aoki       | Ducati       | 25     | +27.877      | 19   | 7      |
| 10  | 30  | Alessandro Antonello | Aprilia      | 25     | +28.043      | 10   | 6      |
| 11  | 13  | Andreas Meklau       | Ducati       | 25     | +31.051      | 11   | 5      |
| 12  | 39  | Alessandro Gramigni  | Yamaha       | 25     | +50.301      | 18   | 4      |
| 13  | 11  | Lucio Pedercini      | Ducati       | 25     | +57.541      | 20   | 3      |
| 14  | 27  | Frédéric Protat      | Ducati       | 25     | +1:09.598    | 25   | 2      |
| 15  | 38  | Lance Isaacs         | Ducati       | 25     | +1:11.701    | 28   | 1      |
| 16  | 67  | Ludovic Holon        | Kawasaki     | 25     | +1:12.581    | 26   |        |
| 17  | 18  | Markus Barth         | Yamaha       | 25     | +1:19.583    | 13   |        |
| 18  | 69  | Jonnie Ekerold       | Honda        | 24     | +1 ronde     | 31   |        |
| 19  | 68  | Thierry Mulot        | Ducati       | 24     | +1 ronde     | 32   |        |
| 20  | 65  | Giuliano Sartoni     | Ducati       | 24     | +1 ronde     | 33   |        |
| DNF | 28  | Jürgen Oelschläger   | Yamaha       | 24     | Ongeluk      | 24   |        |
| DNF | 46  | Mauro Sanchini       | Ducati       | 24     | Ongeluk      | 22   |        |
| DNF | 35  | Giovanni Bussei      | Kawasaki     | 18     | Uitgevallen  | 17   |        |
| DNF | 23  | Jiří Mrkývka         | Ducati       | 13     | Uitgevallen  | 30   |        |
| DNF | 113 | Paolo Blora          | Ducati       | 13     | Ongeluk      | 21   |        |
| DNF | 7   | Pierfrancesco Chili  | Suzuki       | 12     | Uitgevallen  | 16   |        |
| DNF | 10  | Vittoriano Guareschi | Yamaha       | 12     | Uitgevallen  | 12   |        |
| DNF | 15  | Igor Antonelli       | Kawasaki     | 9      | Uitgevallen  | 27   |        |
| DNF | 32  | Massimo De Silvestro | Kawasaki     | 8      | Uitgevallen  | 34   |        |
| DNF | 72  | Redamo Assirelli     | Yamaha       | 7      | Uitgevallen  | 29   |        |
| DNF | 111 | Aaron Slight         | Honda        | 1      | Ongeluk      | 8    |        |
| DNF | 2   | Colin Edwards        | Honda        | 1      | Ongeluk      | 15   |        |
| DNF | 33  | Robert Ulm           | Ducati       | 1      | Ongeluk      | 9    |        |
| DNS | 20  | Marco Borciani       | Ducati       | 0      | Niet gestart |      |        |

### Race 2
| Pos | Nr  | Rijder               | Constructeur | Rondes | Tijd         | Grid | Punten |
| --- | --- | -------------------- | ------------ | ------ | ------------ | ---- | ------ |
| 1   | 3   | Troy Corser          | Aprilia      | 23     | 37:10.504    | 1    | 25     |
| 2   | 21  | Troy Bayliss         | Ducati       | 23     | +4.776       | 6    | 20     |
| 3   | 155 | Ben Bostrom          | Ducati       | 23     | +5.538       | 14   | 16     |
| 4   | 9   | Katsuaki Fujiwara    | Suzuki       | 23     | +6.529       | 3    | 13     |
| 5   | 19  | Juan Borja           | Ducati       | 23     | +7.091       | 4    | 11     |
| 6   | 4   | Akira Yanagawa       | Kawasaki     | 23     | +11.122      | 5    | 10     |
| 7   | 30  | Alessandro Antonello | Aprilia      | 23     | +17.304      | 10   | 9      |
| 8   | 14  | Peter Goddard        | Kawasaki     | 23     | +18.962      | 7    | 8      |
| 9   | 111 | Aaron Slight         | Honda        | 23     | +19.138      | 8    | 7      |
| 10  | 2   | Colin Edwards        | Honda        | 23     | +32.461      | 15   | 6      |
| 11  | 12  | Haruchika Aoki       | Ducati       | 23     | +36.113      | 19   | 5      |
| 12  | 35  | Giovanni Bussei      | Kawasaki     | 23     | +36.470      | 17   | 4      |
| 13  | 13  | Andreas Meklau       | Ducati       | 23     | +39.499      | 11   | 3      |
| 14  | 11  | Lucio Pedercini      | Ducati       | 23     | +46.712      | 20   | 2      |
| 15  | 39  | Alessandro Gramigni  | Yamaha       | 23     | +46.989      | 18   | 1      |
| 16  | 10  | Vittoriano Guareschi | Yamaha       | 23     | +47.342      | 12   |        |
| 17  | 113 | Paolo Blora          | Ducati       | 23     | +56.432      | 21   |        |
| 18  | 38  | Lance Isaacs         | Ducati       | 23     | +56.511      | 28   |        |
| 19  | 67  | Ludovic Holon        | Kawasaki     | 23     | +1:19.329    | 26   |        |
| 20  | 15  | Igor Antonelli       | Kawasaki     | 22     | +1 ronde     | 27   |        |
| 21  | 68  | Thierry Mulot        | Ducati       | 22     | +1 ronde     | 32   |        |
| DNF | 46  | Mauro Sanchini       | Ducati       | 20     | Uitgevallen  | 22   |        |
| DNF | 33  | Robert Ulm           | Ducati       | 12     | Uitgevallen  | 9    |        |
| DNF | 27  | Frédéric Protat      | Ducati       | 11     | Uitgevallen  | 25   |        |
| DNF | 18  | Markus Barth         | Yamaha       | 10     | Uitgevallen  | 13   |        |
| DNF | 41  | Noriyuki Haga        | Yamaha       | 8      | Ongeluk      | 2    |        |
| DNF | 7   | Pierfrancesco Chili  | Suzuki       | 8      | Ongeluk      | 16   |        |
| DNF | 28  | Jürgen Oelschläger   | Yamaha       | 8      | Uitgevallen  | 24   |        |
| DNF | 65  | Giuliano Sartoni     | Ducati       | 7      | Uitgevallen  | 33   |        |
| DNF | 32  | Massimo De Silvestro | Kawasaki     | 7      | Uitgevallen  | 34   |        |
| DNF | 23  | Jiří Mrkývka         | Ducati       | 2      | Uitgevallen  | 30   |        |
| DNF | 72  | Redamo Assirelli     | Yamaha       | 1      | Uitgevallen  | 29   |        |
| DNF | 69  | Jonnie Ekerold       | Honda        | 0      | Uitgevallen  | 31   |        |
| DNS | 20  | Marco Borciani       | Ducati       | 0      | Niet gestart |      |        |

## Supersport
| Pos | Nr | Rijder                | Constructeur | Rondes | Tijd              | Grid | Punten |
| --- | -- | --------------------- | ------------ | ------ | ----------------- | ---- | ------ |
| 1   | 6  | Christian Kellner     | Yamaha       | 23     | 38:18.687         | 2    | 25     |
| 2   | 15 | Paolo Casoli          | Ducati       | 23     | +0.376            | 1    | 20     |
| 3   | 4  | Jörg Teuchert         | Yamaha       | 23     | +0.587            | 5    | 16     |
| 4   | 31 | Karl Muggeridge       | Honda        | 23     | +19.432           | 3    | 13     |
| 5   | 7  | Fabrizio Pirovano     | Suzuki       | 23     | +19.481           | 12   | 11     |
| 6   | 44 | Antonio Carlacci      | Yamaha       | 23     | +19.971           | 4    | 10     |
| 7   | 12 | Andrew Pitt           | Kawasaki     | 23     | +22.666           | 13   | 9      |
| 8   | 21 | Massimo Meregalli     | Yamaha       | 23     | +23.150           | 15   | 8      |
| 9   | 3  | Piergiorgio Bontempi  | Ducati       | 23     | +27.583           | 16   | 7      |
| 10  | 54 | Stefano Cruciani      | Ducati       | 23     | +31.396           | 7    | 6      |
| 11  | 35 | Shinya Takeishi       | Honda        | 23     | +31.657           | 20   | 5      |
| 12  | 8  | Cristiano Migliorati  | Suzuki       | 23     | +31.732           | 23   | 4      |
| 13  | 10 | William Costes        | Honda        | 23     | +34.137           | 14   | 3      |
| 14  | 22 | Werner Daemen         | Yamaha       | 23     | +34.245           | 6    | 2      |
| 15  | 55 | Norino Brignola       | Yamaha       | 23     | +35.652           | 29   | 1      |
| 16  | 9  | Wilco Zeelenberg      | Yamaha       | 23     | +46.692           | 24   |        |
| 17  | 28 | Michele Malatesta     | Suzuki       | 23     | +47.071           | 27   |        |
| 18  | 20 | Karl Harris           | Suzuki       | 23     | +49.008           | 25   |        |
| 19  | 34 | Yves Briguet          | Ducati       | 23     | +49.129           | 21   |        |
| 20  | 26 | Kyro Verstraeten      | Yamaha       | 23     | +1:01.799         | 34   |        |
| DNF | 18 | Vittorio Iannuzzo     | Yamaha       | 22     | Uitgevallen       | 26   |        |
| DNF | 19 | Walter Tortoroglio    | Ducati       | 13     | Uitgevallen       | 22   |        |
| DNF | 5  | Rubén Xaus            | Ducati       | 13     | Uitgevallen       | 17   |        |
| DNF | 25 | Igor Jerman           | Suzuki       | 7      | Uitgevallen       | 35   |        |
| DNF | 39 | Nigel Arnold          | Honda        | 6      | Ongeluk           | 11   |        |
| DNF | 2  | Iain MacPherson       | Kawasaki     | 5      | Ongeluk           | 9    |        |
| DNF | 14 | Christophe Cogan      | Yamaha       | 5      | Uitgevallen       | 8    |        |
| DNF | 16 | Sébastien Charpentier | Honda        | 4      | Uitgevallen       | 31   |        |
| DNF | 24 | Maurizio Prattichizzo | Yamaha       | 3      | Ongeluk           | 33   |        |
| DNF | 23 | Davide Bulega         | Yamaha       | 3      | Uitgevallen       | 28   |        |
| DNF | 69 | James Whitham         | Yamaha       | 2      | Ongeluk           | 19   |        |
| DNF | 40 | Kevin Curtain         | Yamaha       | 2      | Uitgevallen       | 32   |        |
| DNF | 1  | Stéphane Chambon      | Suzuki       | 0      | Ongeluk           | 18   |        |
| DNF | 38 | Eric Mahé             | Yamaha       | 0      | Ongeluk           | 30   |        |
| DSQ | 17 | Pere Riba             | Honda        | 23     | Gediskwalificeerd | 10   |        |

## Tussenstanden na wedstrijd

### Superbike
| Pos | Nr | Rijder              | Team     | Punten |
| --- | -- | ------------------- | -------- | ------ |
| 1   | 2  | Colin Edwards       | Honda    | 208    |
| 2   | 3  | Troy Corser         | Aprilia  | 167    |
| 3   | 41 | Noriyuki Haga       | Yamaha   | 166    |
| 4   | 7  | Pierfrancesco Chili | Suzuki   | 160    |
| 5   | 4  | Akira Yanagawa      | Kawasaki | 120    |

### Supersport
| Pos | Nr | Rijder            | Team   | Punten |
| --- | -- | ----------------- | ------ | ------ |
| 1   | 4  | Jörg Teuchert     | Yamaha | 96     |
| 2   | 69 | James Whitham     | Yamaha | 88     |
| 3   | 15 | Paolo Casoli      | Ducati | 84     |
| 4   | 1  | Stéphane Chambon  | Suzuki | 80     |
| 5   | 6  | Christian Kellner | Yamaha | 74     |

1991 · 1993 · 1994 · 1995 · 1996 · 1997 · 1998 · 1999 · 2000 · 2001 · 2002 · 2003 · 2004 · 2005 · 2006 · 2007 · 2008 · 2009 · 2010 · 2011 · 2012 · 2014 · 2015 · 2016 · 2017 · 2018 · 2019 · 2021 · 2022 · 2023 · 2024 · 2025